# Kunda
Kunda er en by i Estland beliggende i Lääne-Virumaa i den nordøstlige del af landet nær Kunda jõgi (eller Sämi jõgis) (flodens) udmunding.

## Historie
Stednavnet Kunda omtales første gang i Kong Valdemars Jordebog og var tidligere forbundet med godset, der ligger 2,5 km syd for den nuværende by. Godset omtales første gang i 1443 som borg for en vasal. Godset fik navnet Cundis efter familien, som ejede det. I 1770-erne byggedes en tidligklassicistisk hovedbygning, der siden 2. verdenskrig har ligget i ruiner.
Kunda blev skabt ved Kunda mõis (gods) godsejere, baron Schwengelm, der 1805 anlagde havnen Port-Kunda, og derefter John Karl Girard de Soucanton i 1870, da denne oprettede en cementfabrik på stedet med navnet Port-Kunda.
1877 oprettedes en telegrafstation. 1879 blev oprettet en telefonforbindelse mellem Kunda havn, cementfabrikken og Kunda gods. 1882 ansattes en læge og 1888 opførtes et sygehus. Fabrikken lod opføre en sauna til almen brug (en ny blev bygget i 1912).
1893 byggedes et hydroelektricitetsværk, det første i Baltikum.
1896 anlagdes en jernbaneforbindelse til Rakvere til transport af cement, varer og mennesker.
1898 byggedes en ny kontorbygning for fabrikken til erstatning for kontoret i direktørens bolig, og her indrettedes tillige et laboratorium.
Byen fik stadsrettigheder den 1. maj 1938.
Ved byens østside ligger Kunda hiiemägi (offerbjerg).